# 井浦祥二郎
井浦 祥二郎（いうら しょうじろう、1902年（明治35年）3月31日 - 1965年（昭和40年）7月6日）は、日本の海軍軍人。最終階級は海軍大佐。

## 略歴
福岡県朝倉市出身。旧制福岡県立朝倉中学校より海軍兵学校第51期入校。席次は入校時293名中70番、卒業時255名中31番。太平洋戦争中、軍令部作戦部や第六艦隊などで参謀として潜水艦作戦の立案に携わる。潜水艦に関する航空本部と同様の中央機関の必要性を訴え、潜水艦部の発足に尽力。戦後B級戦犯に問われ巣鴨刑務所に収監された。

## 人物像
井浦の自著によれば、将兵の娯楽ために、各地の基地に慰安所を設置することを、軍中央は公然と指示しており、各地の司令部が慰安所の管理をしたという。ペナン島の潜水艦基地司令部に勤務していた時、基地隊司令（兼任）の井浦自身が、同島の慰安婦に関する問題への対応に悩まされ、「わざわざ女性を戦地にまで連れてきたことをかわいそうだ」と感じ、「そのくらいならば、現地女性を慰安婦として募集した方がよかった」という旨を自著で述べている。同期生の妻は戦中の井浦の心遣いに「拝みたいようなときがあった」と述懐している。

## 年譜
- 1902年（明治35年）3月31日- 福岡県朝倉郡朝倉村(現在の朝倉市)生
- 1920年（大正9年）8月26日- 海軍兵学校入校
- 1923年（大正12年）7月14日- 海軍兵学校卒業 海軍少尉候補生、浅間乗組
  - 8月26日- 練習艦隊近海航海出発
  - 11月6日- 帰着
  - 11月7日- 練習艦隊遠洋航海出発 上海~マニラ~シンガポール~バタヴィア~豪州~ラバウル~トラック~パラオ~サイパン方面巡航
- 1924年（大正13年）4月5日- 帰着
  - 4月7日- 五十鈴乗組
  - 12月1日- 海軍少尉
- 1926年（大正15年）12月 - 海軍中尉
- 1928年（昭和3年）12月 - 海軍大尉
- 1929年（昭和4年）11月 - 水雷学校高等科学生
- 1930年（昭和5年）12月 - 潜水学校乙種学生
- 1931年（昭和6年）6月 - 伊号第一潜水艦航海長
- 1932年（昭和7年）12月 - 伊号第五十四潜水艦水雷長
- 1933年（昭和8年）12月1日- 海軍大学校甲種第33期学生
- 1935年（昭和10年）11月26日- 海軍大学校甲種卒業 卒業時成績順位24名中第20位、海軍少佐
  - 呂号第二十八潜水艦長
- 1936年（昭和11年）5月 - 第一潜水戦隊参謀
- 1937年（昭和12年）11月 - 八雲運用長
- 1939年（昭和14年）2月 - 伊号六十九潜水艦長
  - 4月24日 - 伊号第三潜水艦長
  - 11月20日 - 伊号七十四潜水艦長
- 1940年（昭和15年）10月15日 - 伊号第百二十二潜水艦長
  - 12月15日- 第三潜水戦隊先任参謀
- 1942年（昭和17年）3月6日- 海軍軍令部第1部 潜水艦作戦関係事項担当 兼 第2部 潜水艦水雷関係兵器関係事項担当
- 1943年（昭和18年）11月6日- 第六艦隊第八潜水戦隊先任参謀
- 1944年（昭和19年）5月1日- 任 海軍大佐
  - 8月7日- 第六艦隊先任参謀
- 1945年（昭和20年）9月27日- 鹿島艦長
  - 10月 - 予備役
- 1947年（昭和22年）11月28日- 公職追放の仮指定を受ける[4]
- 1948年（昭和23年）1月16日- 連合国からの戦争犯罪人指定により身柄収監
- 1952年（昭和27年）2月28日- 身柄仮釈放
- 1965年（昭和40年）7月6日- 死去 享年63

## 主な著述刊行
- 『潜水艦隊』ソノラマ文庫戦記シリーズ、新版1992年。朝日ソノラマ、1998年。ISBN 978-4257790303
- 『潜水艦隊』学研M文庫、2001年。ISBN 978-4059010616
- 『潜水艦隊』中公文庫（戸髙一成解説）、2023年。ISBN 978-4122074491